# Forza Italia (partid politic)
Forza Italia (FI) este un partid politic italian de centru-dreapta, fondat la 16 noiembrie 2013, care include numele și simbolul formației omonime, activ din 1994 până în 2009.
În el se regăsesc majoritatea reprezentanților formațiunii Popolo della Libertà, după sciziunea lui Angelino Alfano, trecut la Noua centru-dreapta.

## Istoric
Ipoteza revenirii la Forța Italia a început să circule în 2011, mai ales după ce au luat act
de dificultățile formațiunii Popolo della Libertà, la Alegerile generale din 2008, pentru a deveni un punct de vedere cultural dinamic, plural și structurat.
După performanța dezamăgitoare la municipalele din 2012, ziarele scriu despre o iminentă revenire la proiectul inițial, la spiritul lui '94.
Însă chiar Berlusconi în persoană avea să infirme aceste ipoteze, anulând în mod inexplicabil participarea la primare pentru a candida din nou la conducerea coaliției de centru-dreapta
cu ocazia alegerilor politice din 2013.
Primii pași concreți în această direcție sunt efectuați în luna iunie 2013, după înfrângerea la administrative care a evidențiat nevoia unei schimbări radicale.
După moartea lui Berlusconi în 2023, conducerea partidului a trecut la Antonio Tajani.